# Luciano Pavarotti
Luciano Pavarotti (12. října 1935 Modena, Itálie – 6. září 2007 Modena, Itálie) byl světoznámý operní zpěvák, přezdívaný „král vysokého C“. Je považován za jednoho z nejlepších tenorů historie.

## Život

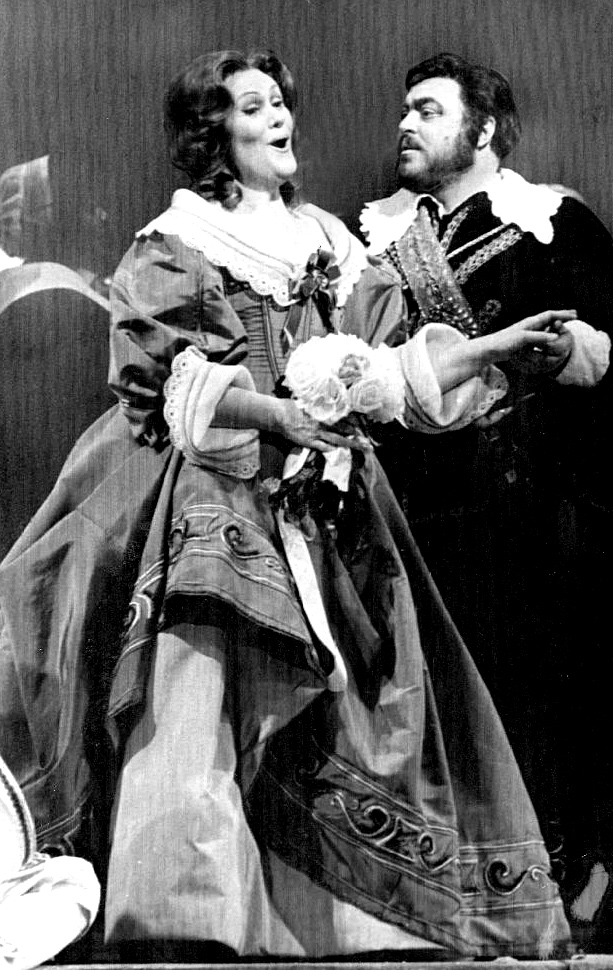
S Joan Sutherland I puritani (1976)

Narodil se v italské Modeně jako syn amatérského zpěváka a pekaře. Byl jedním z nejpopulárnějších tenorů vůbec, jeho koncerty vysílaly televize na celém světě. Také se věnoval charitě, pomáhal uprchlíkům a pracoval pro Červený kříž.
Talent Luciano zdědil po otci, který ač hlasově v pořádku, nedal se na profesionální kariéru z důvodu přílišné nervozity. Otec ho ke zpěvu vedl od malička a přibližně v devíti letech ho přihlásil do místního farního sboru „Gioacchino Rossini“, se kterým vyhrál mezinárodní soutěž. Více než zpěv ho ale zajímal sport – především fotbal. A tak Pavarotti po škole řešil dilema, zda se stát profesionálním fotbalistou, nebo zpěvákem. Poté, co navštívil koncert Benjamina Gigliho, hudba nakonec zvítězila a Lucianno v 19 letech (1954) začal studovat zpěv u respektovaného profesora Arrigo Pola. Během studií se několikrát rozhodoval, zda ve zpěvu pokračovat a vydělával si jako učitel na základní škole nebo jako pojišťovák.
Zlom nastal až v roce 1961, kdy ztvárnil roli Rudolfa v Pucciniho opeře La bohème. Po tomto úspěchu následovala angažmá v Amsterdamu, Vídni, Curychu, Londýně a USA. V roce 1972 zažil fenomenální úspěch, když v Metropolitní opeře v New Yorku zazpíval v představení La Fille du Regiment (Dcera pluku) bez námahy devětkrát dvoučárkované C – publikum si jej 17× vytleskalo zpět před oponu.
Od té doby jeho sláva a popularita stoupala. Ve známost vešel svými televizními operními přenosy, největší popularitu mu přineslo jeho „členství“ ve hvězdném týmu Tří tenorů. Společně s José Carrerasem a Plácidem Domingem zazpíval na koncertu při fotbalovém mistrovství světa v roce 1990, který se přenášel do celého světa.
Pavarotti ale miloval i moderní rockovou a popovou hudbu, což dokládá několik jeho koncertů se Stingem, irskými U2 nebo Bryanem Adamsem, což mělo pozitivní vliv na popularizaci vážné hudby. Luciano Pavarotti se intenzivně věnoval také charitativním projektům, které pomáhaly získat peníze pro uprchlíky a Červený kříž. Na sklonku života se zdarma věnoval i výuce zpěvu ve svém rodném kraji.
V červenci 2006 u něj lékaři objevili rakovinový nádor slinivky, který vyžadoval okamžitou operaci. Ač lékaři oznámili, že se uzdravuje, jeho stav nebyl uspokojivý. 9. srpna 2007 musel být opět hospitalizován kvůli komplikacím a ráno 6. září zemřel.

## Filmografie
- 1982 – Yes, Giorgio
- 1994 – 3 Tenors in Concert
- 1995 – Pavarotti & Friends Together for the Children of Bosnia
- 1996 – Pavarotti & Friends for War Child
- 1998 – Pavarotti & Friends for the Children of Liberia
- 2000 – Pavarotti & Friends for Cambodia and Tibet
- 2001 – Pavarotti & Friends for Afghanistan
- 2002 – Pavarotti canta Verdi
- 2002 – Pavarotti & Friends 2002 for Angola
- 2003 – Royal Variety Performance 2003

## Diskografie
(diskografie není úplná)
- 1984 Mamma – Decca EAN 028941195920
- 1992 Amore – Decca EAN 028943671927[4]

### The Three Tenors
- 1994 Three Tenors in Concert 1994 – Atlantic EAN 075678261428, CD
- 2000 The Three Tenors Christmas – Sony EAN 696998913127, CD
- 2002 The Best of the Three Tenors – Greatest Trios - Decca EAN 028946699928, CD
- 2007 Original Three Tenors Concert – Decca, EAN 00044007431894 DVD,
- 2008 The Three Tenors At Christmas – Decca EAN 00028947803362, CD